# Videodisco

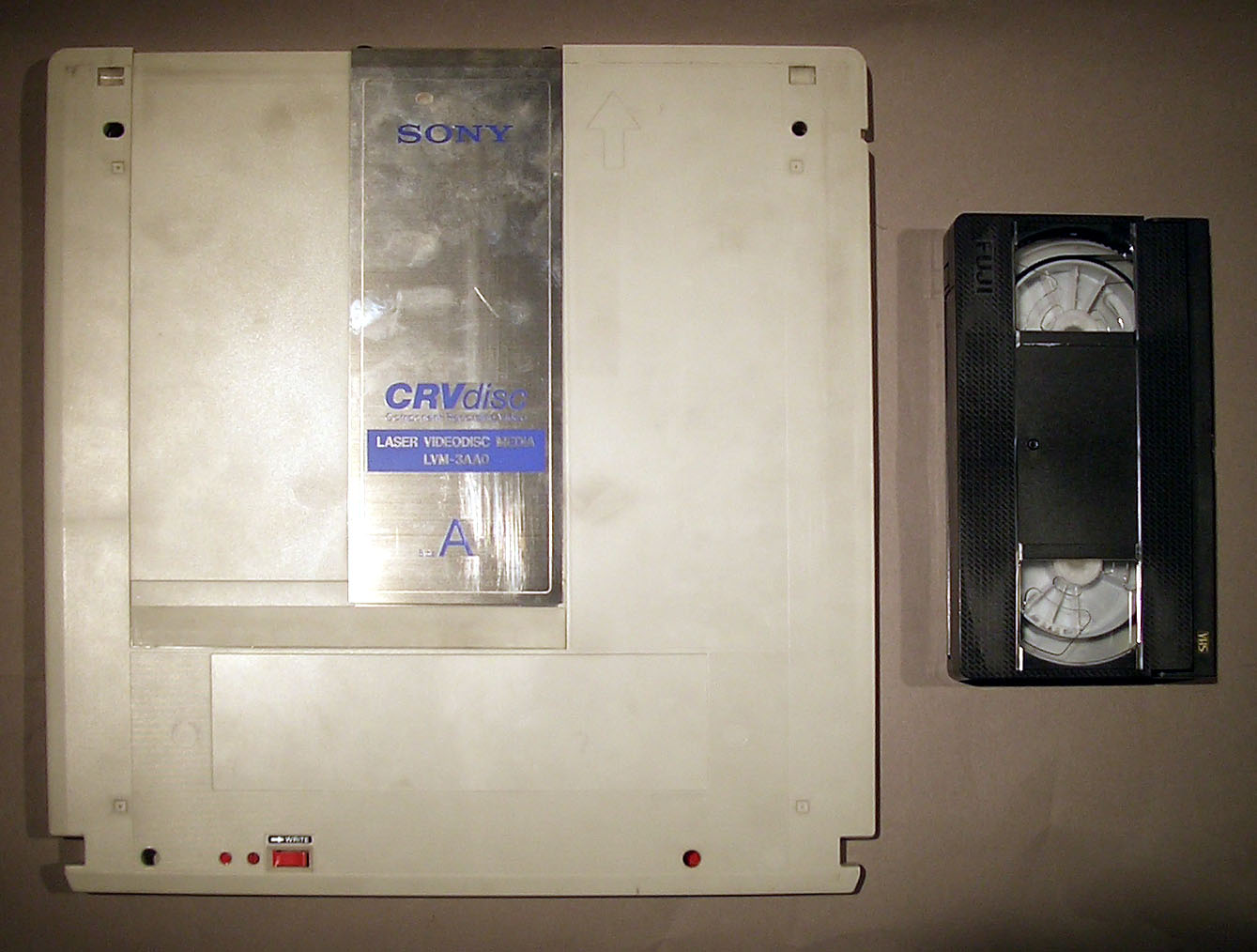
Videodisco (Sony CRV, un formato professionale) e cassetta VHS

Videodisco (o disco video) è un termine generico per un disco ad accesso casuale leggibile con laser o con stilo che contiene segnali audio e video analogici registrati in forma analogica. In genere si tratta di un riferimento a tali supporti che precedono la popolarità principale del formato DVD.

## Storia
Georges Demeny il 3 marzo 1892 brevettò un "fonoscopio", progettato nel 1891, in grado di proiettare immagini cronofotografiche su un disco di vetro.
Eadweard Muybridge usò il suo zoopraxiscope per proiettare immagini cronofotografiche su un disco di vetro nel 1893.
E & HT Anthony, un produttore di macchine fotografiche con sede a New York, commercializzò nel 1898 una combinazione di videocamera e proiettore chiamata "La spirale" che poteva catturare 200 immagini disposte a spirale su una lastra di vetro dal diametro di 8 pollici. Se riprodotto a 16 fotogrammi al secondo, darebbe un tempo di esecuzione di 13 secondi.
Theodore Brown brevettò nel 1907 (brevetto britannico GB190714493) un sistema di dischi fotografici che registrava circa 1.200 immagini in una spirale di immagini su un disco da 10 pollici. Riprodotto a 16 fotogrammi al secondo, un disco fornisce circa un minuto e un quarto di materiale. Il sistema fu commercializzato come lo spirografo urbano da Charles Urban e furono prodotti dischi - ma presto scomparve.
John Logie Baird, creò il sistema Phonovision nei primi anni '30, che produceva meccanicamente circa quattro fotogrammi al secondo. Il sistema non ebbe successo.
PMG Toulon, un inventore francese che lavorava alla Westinghouse Electric negli anni '50 e '60 brevettò un sistema nel 1952 (brevetto USA 3198880) che utilizzava un disco a rotazione lenta con una traccia a spirale di fotogrammi registrati fotograficamente, larghi 1,5 mm, insieme a uno scanner a punti volanti, che con un fascio luminoso gli passa sopra per produrre un'immagine video. Questo doveva essere combinato in modo sincrono con la riproduzione da un disco in vinile. Sembra che un sistema funzionante non sia mai stato prodotto. Ha somiglianze con il sistema di registrazione video elettronica basato su nastro, che è uscito per uso professionale.
Nel 1965 Westinghouse Electric Corporation ha sviluppato un sistema chiamato Phonovid, che consente la riproduzione di 400 immagini fisse memorizzate, insieme a 40 minuti di suono. Il sistema utilizzava un giradischi standard e creava lentamente l'immagine.
Il Television Electronic Disc, un sistema meccanico, fu lanciato in Germania e in Austria nel 1970 da Telefunken. I dischi da 12 pollici avevano una capacità di circa otto minuti; tuttavia, fu abbandonato a favore del VHS dalla casa madre.
In Giappone, il computer TOSBAC utilizzava dischi video digitali per visualizzare immagini a colori con una risoluzione di immagine 256x256 nel 1972. Nel 1973, Hitachi annunciò un disco video in grado di registrare immagini fisse a 15 colori su un disco. Lo stesso anno, Sony annunciò un videoregistratore, simile al formato Sony Mavica .
Nel 1975 Hitachi introdusse un sistema di dischi video in cui la crominanza, la luminanza e le informazioni sonore erano codificate olograficamente. Ogni fotogramma era registrato come un ologramma di 1 mm di diametro su un disco di 305 mm, mentre un raggio laser leggeva l'ologramma da tre angolazioni. Aveva una capacità di 54.000 fotogrammi, con un tempo di esecuzione di 30 minuti per lo standard di colore NTSC o 36 minuti per PAL / SECAM .
Il motivo di questa durata differente è dovuta alla frequenza di quadro:50 Hz in Europa e 60 Hz per l'NTSC
Visc era un sistema di videodischi meccanico sviluppato in Giappone dalla consociata Matsushita National Panasonic nel 1978. Il disco in vinile da 12 pollici ruotava a 500 giri / min con ogni giro che conteneva tre fotogrammi di video a colori, per un totale massimo di un'ora di video per ogni lato del disco. I dischi potevano essere registrati in un formato di 30 minuti per lato o in un formato di 60 minuti per lato. Una successiva versione del sistema utilizzava dischi da 9 pollici in carrelli in grado di memorizzare 75 minuti per lato. Il sistema fu abbandonato nel gennaio 1980 a favore del sistema VHD di JVC.
Il sistema Discovision si diffuse negli Stati Uniti nel 1978. Sviluppato dalle olandesi MCA e Philips, utilizzava un sistema ottico riflettente letto da un raggio laser. Fu rinominato più volte come VLP, Laservision e CD Video. Infine la giapponese Pioneer Corporation lo marchiò come Laserdisc, il nome con cui forse è meglio conosciuto. Il formato ha faticato a ottenere un'ampia accettazione nel mercato consumer e Pioneer è diventato lo sponsor principale del formato quando MCA, e successivamente Philips, hanno ritirato il loro supporto. L'alto costo sia dei lettori che dei dischi è stato il motivo principale della sua scomparsa definitiva.
Thomson CSF creò un sistema che utilizzava sottili dischi video flessibili e un sistema laser trasmissivo, con sorgente luminosa e pickup sui lati opposti del disco. Il sistema fu commercializzato per uso industriale ed educativo nel 1980. Ogni lato del disco poteva contenere 50.000 fotogrammi CAV fissi ed entrambi i lati potevano essere letti senza rimuovere il disco. Thomson uscì dal mercato dei videodischi nel 1981.
La RCA produsse un sistema chiamato CED con il marchio SelectaVision nel 1981. Il sistema utilizzava un pickup fisico che solcava le scanalature di un disco compresso, leggendo la variazione di capacità nel disco sottostante. Il sistema fu il concorrente del Laserdisc per alcuni anni, prima di essere abbandonato.
La JVC produsse un sistema molto simile al CED chiamato Video High Density (VHD). Fu lanciato nel 1983 e commercializzato principalmente in Giappone. Era un sistema di contatto di capacità ma senza scanalature. I dischi VHD furono adottati nel Regno Unito da Thorn EMI, che iniziò a sviluppare un catalogo di consumo, incluso materiale su misura. Lo sviluppo per il mercato di massa fu interrotto alla fine del 1983, ma il sistema rimase in vendita per i mercati dell'istruzione e delle imprese come sistema video controllato da computer fino alla fine degli anni '80.
Il Laserfilm, un formato di videodisco sviluppato da McDonnell Douglas fu distribuito nel (1984?).
Il MovieCD, di SIRIUS Publishing, Inc. (1995?), era un formato che utilizzava un tradizionale disco CD-ROM per la riproduzione su un PC Windows contenente un file video di un film codificato in un codec proprietario sviluppato dall'editore (il codec MotionPixels, utilizzato anche in alcuni videogiochi per PC dalla metà alla fine degli anni '90), con il disco contenente anche codec e software di riproduzione per il film. La qualità era piuttosto bassa a causa della compressione utilizzata dal codec MotionPixels, con una risoluzione di riproduzione di soli 320x236 a 16 fotogrammi al secondo, utilizzando colori a 16 bit.
Il DVD (Digital Video Disc o Digital Versatile Disc) è uscito nel 1996. È un ibrido del formato MM-CD (Multi-Media Compact Disc) di Philips e Sony e del formato SD (Super Density) di Toshiba. L'adozione dell'ultimo minuto del formato DVD ibrido è stata concordata da tutte e tre le società nel tentativo di evitare una guerra dannosa per il formato, simile a quella tra Beta e VHS negli anni '70 e '80. Toshiba non è riuscita a raggiungere un simile accordo di compromesso con Sony nella corsa allo sviluppo di un formato di disco video ottico ad alta definizione negli anni 2000. Questo si è rivelato un errore costoso per Toshiba (e co-sviluppatori del formato, NEC e Microsoft), e il formato AOD (Advanced Optical Disc), in seguito ribattezzato HD DVD, ha perso una brutale guerra con il formato Blu-ray Disc di Sony (BD). Questa guerra di formato ha ritardato l'accettazione di entrambi i formati e Blu-ray Disc ha recentemente guadagnato trazione nel mercato dei consumatori, dove compete con il continuo successo del DVD e l'ascesa di servizi di film in streaming come Netflix.

## Classificazione
I dischi video possono essere classificati in base al loro meccanismo di riproduzione:
- Meccanici 
  - Phonovision
  - Phonovid
  - Ted
  - Visc
- Basato sulla capacità 
  - CED, VHD
- Dischi ottici 
  - riflessivo 
    - LaserDisc, CD, DVD, Blu-ray, ecc.

  - Trasmissivi 
    - Sistema Thomson CSF
    - Laserfilm